# 内永ゆか子
内永 ゆか子（うちなが ゆかこ、1946年7月5日 - ）は、日本の実業家。元日本アイ・ビー・エム取締役、元ベルリッツ コーポレーションCEO。

## 来歴・人物
香川県で生まれ、5歳まで京都府で育った。その後埼玉県に引っ越し、高校は東京都立白鷗高等学校に通った。父は車両製造会社でエンジニアとして働き、日本初の新幹線の開発プロジェクトに携わった。その父の影響で自然と理数系の道を進んだ。1971年に東京大学理学部物理学科を卒業、同年日本アイ・ビー・エムに入社。長年ソフトウェア開発に携わり、1995年に同社で初の女性取締役に就任後、取締役、常務取締役、取締役専務執行役員、技術顧問を歴任。2007年に同社を退職した後、ベネッセコーポレーション取締役、ベルリッツ コーポレーションCEOを歴任。2013年からベルリッツ コーポレーション名誉会長（2013年退任）。同年グローバリゼーションリサーチ インスチチュート代表取締役社長。
米日財団理事。ジャパン・ウィメンズ・イノベイテイブ・ネットワーク理事長。

### 社外取締役
様々な企業の社外取締役を務めている。
2008年からソニー取締役、2013年からHOYA取締役、2014年DIC取締役、2018年より帝人の社外取締役となっている。2013年から2020年5月まで指名委員会等設置会社であるイオンの社外取締役を務め、2020年3月にイオン代表執行役社長が岡田元也から吉田昭夫に変わった2020年3月時点では指名委員会議長であった。2021年新東工業取締役、2022年日本電信電話取締役。

## 受賞・表彰
- 1999年：「女性技術者の殿堂」入り[7]
- 2013年：平成25年度男女共同参画社会づくり功労者内閣総理大臣表彰受賞[8]

## テレビ出演
- 日経スペシャル カンブリア宮殿 これが世界で負ける、日本型の"男ビジネス"だ！ 世界で勝てる人材は、こう作れ！（2010年11月4日、テレビ東京）[9]

## 書籍

### 著書
- 『部下を好きになってください IBMの女性活用戦略』（著者:内永ゆか子）（2007年1月20日、勁草書房）ISBN 9784326653201
- 『日本企業が欲しがる「グローバル人材」の必須スキル』（著者:内永ゆか子）（2011年9月7日、朝日新聞出版）ISBN 9784023309616
- 『もっと上手に働きなさい。 誰も教えてくれなかった女性のための仕事のルール』（著者:内永ゆか子）（2013年7月27日、ダイヤモンド社）ISBN 9784478023068